# Тверсков, Йеппе
Йеппе Тайс Тверсков (дат. Jeppe Theis Tverskov; род. 12 марта 1993, Копенгаген, Дания) — датский футболист, полузащитник американского клуба «Сан-Диего».

## Карьера

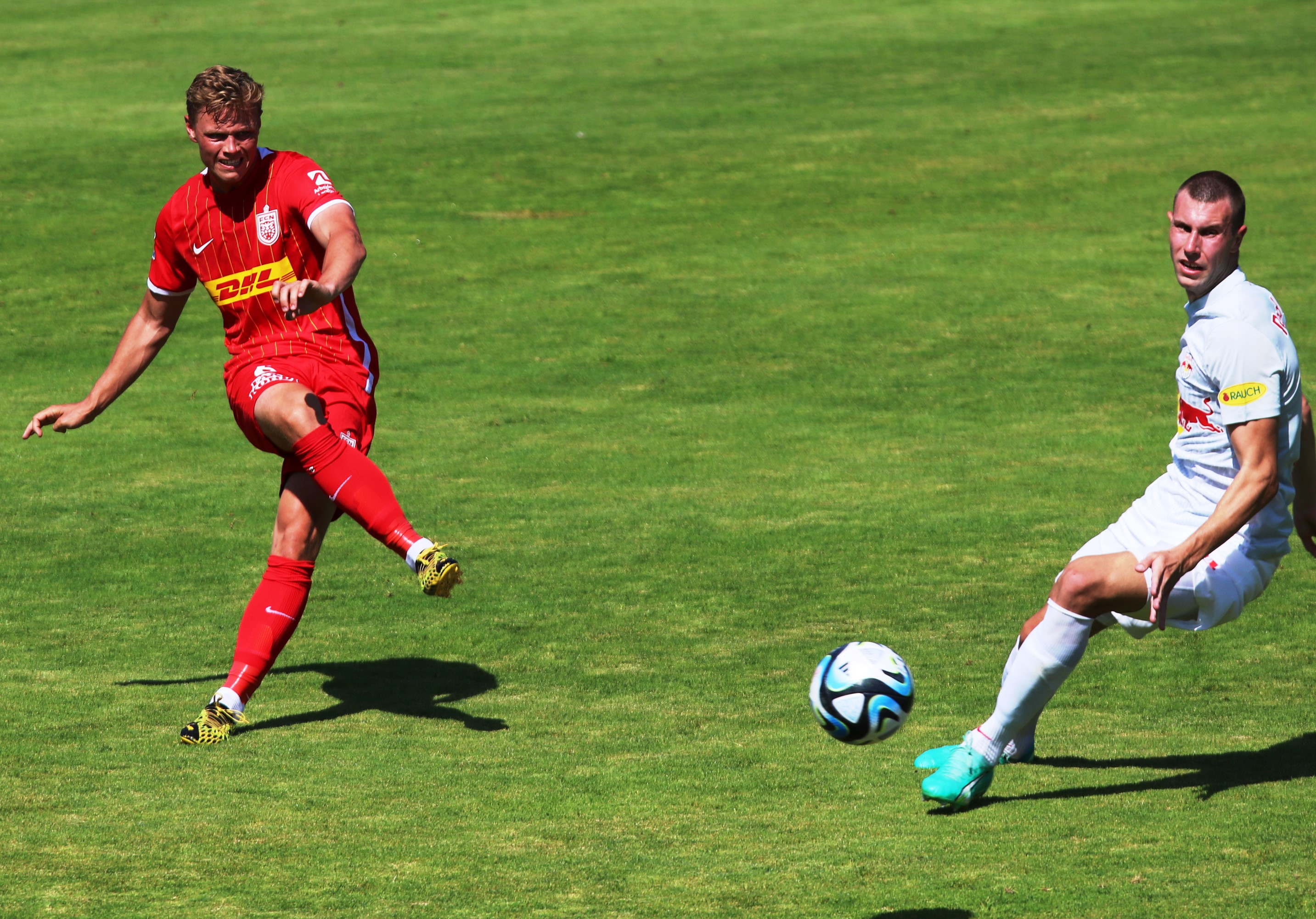
Тверсков (слева) в матче против «Ред Булла»

Йеппе является воспитанником клуба «Б 1903». Он дебютировал за родной клуб в 17-летнем возрасте, отыграв 24 матча и забив 7 голов в Датской Серии — четвёртом дивизионе страны. За свою яркую игру дебютант получил звания Игрока года в своей команде. По рекомендации главного тренера «Б 1903» Бента Кристенсена летом 2011 года он перебрался в клуб Первого дивизиона «Люнгбю». Там Йеппе играл бок о бок с будущими футболистами национальной сборной Дании Юссуфом Поульсеном, Кристианом Нёргором и Уффе Беком. Сезон 2011/12 Йеппе провёл в молодёжной команде, а в двух следующих принял участие в 36 матчах первой датской лиги, отметившись 1 забитым мячом.
В 2014 году полузащитник ушёл из «Люнгбю» в «Раннерс», ставший первым клубом высшего датского дивизиона в его карьере. 19 октября состоялся дебют футболиста в этом турнире: он целиком отыграл встречу с «Копенгагеном». Всего Йеппе сыграл за «Раннерс» 38 матчей за 2 сезона, забив 3 гола. В 2016 году он стал игроком «ОБ Оденсе». Йеппе защищал цвета команды на протяжении 7 сезонов, суммарно приняв участие в 210 встречах датской Суперлиги и отметившись в них 8 забитыми мячами. В сезоне 2023/24 состоялся трансфер полузащитника в «Норшеланн». За полтора года в этом клубе он провёл 47 матчей и забил 5 голов.
С 1 января 2025 года Йеппе является игроком клуба американской MLS «Сан-Диего», переход был согласован ещё в ходе датского сезона 2023/24.